# Acadêmicos do Samba (Batatais)
O Grêmio Recreativo Acadêmicos do Samba é uma escola de samba da cidade de Batatais, São Paulo, fundada em 1979.

## História
A escola foi fundada por Sebastião Carlos Rodrigues, Isoel Aparecido da Silva, Rinaldo Aparecido da Silva e Carlos Roberto Souza, que hoje ocupam juntos o posto de presidentes de honra. Quatro amigos e amantes do samba que, por muito anos desfilaram no Clube Princesa Isabel, uma das agremiações pioneiras do Carnaval de Batatais.
No ano de 2010, a escola apresentou o enredo "Carnavaidade", trazendo Kelly Rosa como rainha de bateria, Graziela Aniçesio Rosa como madrinha, quatro mestres de bateria (Mestre Alex, Mestre Chiquinho, Mestre Chiquinho Junior e Mestre Du do Tamborin), Toni como diretor de harmonia Toni e João Motoca como diretor de carnaval, além de Fernando Faro como coreógrafo e Willian e Monique como casal de mestre-sala e porta-bandeira.
Em 2011, a escola homenageou a carnavalesca carioca Rosa Magalhães.
Já em 2012, penalizada por ultrapassar o tempo máximo do desfile, foi penalizada e obteve a penúltima colocação entre seis escolas.

## Carnavais
| Ano  | Colocação   | Grupo | Enredo                                                        | Carnavalesco  |
| ---- | ----------- | ----- | ------------------------------------------------------------- | ------------- |
| 2010 | Vice-campeã | ÚNICO | Carnavaidade                                                  | Silvio Cracco |
| 2011 | 3º lugar    | ÚNICO | A Vila oferece rosas, à Majestosa Rosa que faz a Vila Isabel! |               |
| 2012 | 5º lugar    | ÚNICO |                                                               |               |